# 吉川大介

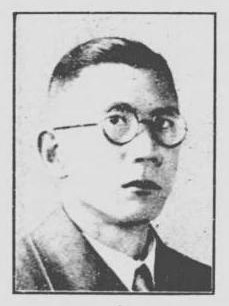
吉川大介

吉川 大介（よしかわ だいすけ、1892年（明治25年）9月21日 - 1954年（昭和29年）7月1日）は、大正から昭和期の実業家、政治家。衆議院議員。旧姓・竹田。

## 経歴
新潟県新潟市で竹田三代吉の息子として生まれ、吉川フジの養子となる。1914年（大正3年）家督を相続した。旧制中学校を経て、早稲田大学で学んだ。
新潟日曜新聞社長、新潟毎夕新聞社長、新潟労務供給専務取締役、新潟労務協会常務理事、新潟市燃料小売商業組合理事長、新潟県労務報国会長、同野球連盟会長などを務めた。
政界では、新潟市会議員、同参事会員、同副議長、新潟県会議員、同参事会員を務めた。1942年（昭和17年）4月、第21回衆議院議員総選挙に新潟県第1区から翼賛政治体制協議会の推薦を受け出馬して当選した。この間、商工省委員、農商省委員、翼政会政調文部・逓信兼務委員などを務めた。戦後に公職追放となった。
追放解除後、1952年（昭和27年）10月、第25回総選挙に新潟県第1区から改進党公認で出馬して再選。第26回総選挙では落選し、衆議院議員に通算2期在任した。